# Atletica leggera ai Giochi della XVII Olimpiade - Salto in lungo femminile

Video della Finale (film ufficiale dei Giochi)

La competizione del salto in lungo femminile di atletica leggera ai Giochi della XVII Olimpiade si è disputata il giorno 31 agosto 1960 allo Stadio Olimpico di Roma

## L'eccellenza mondiale
| Camp.ssa olimpica 1956 | 6,35      | Elżbieta Krzesińska | Presente |
| Camp.ssa europea 1958  | 6,14      | Liesel Jakobi       | Assente  |
| Primatista mondiale    | 6,40 1960 | Hildrun Claus       | Presente |

In agosto la tedesca Est Hildrun Claus ha battuto il record del mondo con 6,40. Si candida come migliore sfidante della detentrice del titolo, la polacca Krzesińska.

## Risultati

### Turno eliminatorio
Qualificazione5,80 m
Diciannove atlete ottengono la misura richiesta. La miglior prestazione appartiene a Mary Bignal con 6,33 m.
| Pos. | Atleta                | Nazione          | Salti | Salti | Salti | Misura |
| Pos. | Atleta                | Nazione          | 1°    | 2°    | 3°    | Misura |
| ---- | --------------------- | ---------------- | ----- | ----- | ----- | ------ |
| 1    | Mary Rand             | Gran Bretagna    | n     | 6,33  | -     | 6,33   |
| 2    | Hildrun Claus         | Germania         | 6,21  | -     | -     | 6,21   |
| 3    | Vera Krepkina         | Unione Sovietica | 6,14  | -     | -     | 6,14   |
| 4    | Elżbieta Krzesińska   | Polonia          | 6,13  | -     | -     | 6,13   |
| 5    | Beverly Weigel        | Nuova Zelanda    | n     | 6,12  | -     | 6,12   |
| 6    | Willye White          | Stati Uniti      | 6,07  | -     | -     | 6,07   |
| 7    | Renate Junker         | Germania         | 6,00  | -     | -     | 6,00   |
| 8    | Helen Frith           | Australia        | 5,98  | -     | -     | 5,98   |
| 9    | Madeleine Thétu       | Francia          | 5,74  | 5,96  | n     | 5,96   |
| 10   | Maria Chojnacka       | Polonia          | 5,95  | -     | -     | 5,95   |
| 11   | Maria Kusion          | Polonia          | 5,92  | n     | n     | 5,92   |
| 12   | Helga Hoffmann        | Germania         | 5,62  | n     | 5,90  | 5,90   |
| 13   | Johanna Bijleveld     | Paesi Bassi      | 5,90  | -     | -     | 5,90   |
| 14   | Fumiko Ito            | Giappone         | 5,71  | 5,88  | n     | 5,88   |
| 15   | Brita Johansson       | Finlandia        | 5,65  | 5,84  | n     | 5,84   |
| 16   | Ludmila Radcenko      | Unione Sovietica | 5,70  | 5,83  | -     | 5,83   |
| 17   | Christina Persighetti | Gran Bretagna    | 5,82  | -     | -     | 5,82   |
| 18   | Norma Croker          | Australia        | 5,80  | -     | -     | 5,80   |
| 18   | Valentina Shaprunova  | Unione Sovietica | 5,80  | -     | -     | 5,80   |
| 20   | Akiko Fukuda          | Giappone         | 5,78  | n     | n     | 5,78   |
| 21   | Piera Tizzoni         | Italia           | 5,63  | n     | 5,65  | 5,65   |
| 22   | Vlasta Přikrylová     | Cecoslovacchia   | 5,64  | 5,57  | n     | 5,64   |
| 23   | Sylvia Mitchell       | Australia        | 5,47  | 5,20  | 5,60  | 5,60   |
| 24   | Visitación Badana     | Filippine        | 5,38  | 5,59  | n     | 5,59   |
| 25   | Lin Chau-Tai          | Taiwan           | 5,51  | 4,54  | 5,10  | 5,51   |
| 26   | Yasuko Kimura         | Giappone         | n     | n     | 5,45  | 5,45   |
| 27   | Sara McCallum         | Canada           | 4,97  | n     | 5,22  | 5,22   |
| 28   | Ilana Karaszyk        | Israele          | 4,78  | 4,92  | 5,08  | 5,08   |
| 29   | Aycan Önel            | Turchia          | 4,97  | 4,92  | 4,84  | 4,97   |
| -    | Annie Smith           | Stati Uniti      | n     | n     | n     | NM     |

### Finale
Elzbieta Krzesinska fa un nullo al primo salto. La Claus invece fa 6,21 ed è in testa. Al secondo turno la Krzesinska risponde con 6,17. Ma al terzo salto la sovietica Krepkina, una velocista con un personale di 11"4 nel 1958 (all'epoca record del mondo sulla distanza), scavalca le due più attese protagoniste con 6,22 e si issa in testa alla classifica.
Al quarto turno fa ancora meglio: 6,37. Questo salto le vale il nuovo record olimpico. La Krzesinska risponde con 6,25, mentre la Claus infila il secondo nullo; non si migliora nei salti finali. All'ultimo turno la Krzesinska tenta il tutto per tutto ma si migliora solo di due cm: 6,27.
| Pos. | Atleta                | Età | Nazione          | Salti | Salti | Salti | Salti           | Salti           | Salti           | Misura |
| Pos. | Atleta                | Età | Nazione          | 1°    | 2°    | 3°    | 4°              | 5°              | 6°              | Misura |
| ---- | --------------------- | --- | ---------------- | ----- | ----- | ----- | --------------- | --------------- | --------------- | ------ |
| 1    | Vera Krepkina         | 27  | Unione Sovietica | 6,17  | 6,01  | 6,22  | 6,37            | 6,17            | n               | 6,37   |
| 2    | Elżbieta Krzesińska   | 26  | Polonia          | n     | 6,17  | n     | 6,25            | n               | 6,27            | 6,27   |
| 3    | Hildrun Claus         | 21  | Germania         | 6,21  | 6,18  | n     | n               | 6,13            | 6,11            | 6,21   |
| 4    | Renate Junker         | 22  | Germania         | 6,17  | 5,94  | 6,05  | 6,19            | 6,11            | 6,10            | 6,19   |
| 5    | Ludmila Radcenko      | 28  | Unione Sovietica | 5,99  | 6,00  | 6,16  | 5,83            | 5,91            | 5,90            | 6,16   |
| 6    | Helga Hoffmann        | 23  | Germania         | 6,02  | 5,88  | 6,11  | 5,90            | n               | 6,09            | 6,11   |
| 7    | Johanna Bijleveld     | 20  | Paesi Bassi      | 6,11  | n     | n     | Non qualificate | Non qualificate | Non qualificate | 6,11   |
| 8    | Valentina Shaprunova  | 23  | Unione Sovietica | 6,01  | 5,95  | 5,77  | Non qualificate | Non qualificate | Non qualificate | 6,01   |
| 9    | Mary Rand             | 20  | Gran Bretagna    | n     | n     | 6,01  | Non qualificate | Non qualificate | Non qualificate | 6,01   |
| 10   | Beverly Weigel        | 20  | Nuova Zelanda    | 5,98  | 5,81  | 5,91  | Non qualificate | Non qualificate | Non qualificate | 5,98   |
| 11   | Maria Chojnacka       | 29  | Polonia          | 5,98  | 5,67  | 5,86  | Non qualificate | Non qualificate | Non qualificate | 5,98   |
| 12   | Fumiko Ito            | 20  | Giappone         | 5,82  | 5,98  | 5,74  | Non qualificate | Non qualificate | Non qualificate | 5,98   |
| 13   | Maria Kusion          | 24  | Polonia          | 5,86  | 5,50  | n     | Non qualificate | Non qualificate | Non qualificate | 5,86   |
| 14   | Madeleine Thétu       | 23  | Francia          | 5,73  | 5,85  | 5,83  | Non qualificate | Non qualificate | Non qualificate | 5,85   |
| 15   | Norma Croker          | 26  | Australia        | 5,82  | 5,64  | 5,75  | Non qualificate | Non qualificate | Non qualificate | 5,82   |
| 16   | Willye White          | 21  | Stati Uniti      | 5,77  | n     | 5,28  | Non qualificate | Non qualificate | Non qualificate | 5,77   |
| 17   | Helen Frith           | 21  | Australia        | n     | 5,62  | 5,61  | Non qualificate | Non qualificate | Non qualificate | 5,62   |
| 18   | Brita Johansson       | 19  | Finlandia        | 5,57  | 5,56  | 5,52  | Non qualificate | Non qualificate | Non qualificate | 5,57   |
| 19   | Christina Persighetti | 24  | Gran Bretagna    | 5,46  | 5,42  | 5,57  | Non qualificate | Non qualificate | Non qualificate | 5,57   |